# 53316 Michielford
53316 Michielford este un asteroid din centura principală, descoperit pe 9 mai 1999, de Gary Hug.